# The Kylie Show
The Kylie Show je jedan od televizijskih nastupa australske pjevačice Kylie Minogue prvi put prikazan 10. studenog 2007. godine na televiziji ITV. Snimljen je u The London Studios. Nastup slavi Minoguenih 20 godina karijere u pop glazbi i promovira njen deseti studijski album, X.
U nastupu se pojavljuje orkestar Royal Philharmonic Orchestra, a Crazy Horse Girls se pojavljuju kao njene pozadinske plesačice. Doputovale su čak iz Pariza samo kako bi nastupile na toj priredbi.Minoguen nastup također prikazuje posebne skečeve, jedan u kojem Minoguenin bivši dečko Jason Donavan ne uspijeva da je prepozna, drugi gdje se ona tuče sa sestrom, Dannii i gdje udari Simona Cowella u lice.
The Kylie Show se također prikazao na australskoj televiziji Seven Network 5. veljače 2008. godine u 19:30.

## Pjesme koje se prikazuju tijekom showa
- "Can't Get You Out of My Head" (Greg Kurstin remiks)
- "2 Hearts"
- "Tears on My Pillow"
- "Wow"
- "No More Rain"
- "Got to Be Certain"
- "The One"
- "I Believe in You" (baladna verzija)
- "Sensitized"
- "Cosmic"

## Vanjske poveznice
- The Kylie Show - na itv.com
- The Kylie Show u internetskoj bazi filmova IMDb-a